# Bom Sucesso do Sul
Bom Sucesso do Sul este un oraș în Paraná (PR), Brazilia.